# امباتوندرازاک
امباتوندرازاک (به لاتین: Ambatondrazaka) یک سکونتگاه مسکونی در ماداگاسکار است که در آلائوترا-مانگورو واقع شده‌است.